# Cyclohexancarbonsäure
Cyclohexancarbonsäure ist eine chemische Verbindung aus der Gruppe der Carbonsäuren.

## Gewinnung und Darstellung
Cyclohexancarbonsäure kann durch Grignard-Reaktion von Cyclohexylmagnesiumbromid mit Trockeneis gewonnen werden.

## Eigenschaften
Cyclohexancarbonsäure ist ein brennbarer feuchtigkeitsempfindlicher farbloser Feststoff mit unangenehmem Geruch, der schwer löslich in Wasser ist. Er zersetzt sich bei Erhitzung.